# Biseriammininae
Biseriammininae es una subfamilia de foraminíferos bentónicos de la familia Biseriamminidae, de la superfamilia Palaeotextularioidea, del suborden Fusulinina y del orden Fusulinida. Su rango cronoestratigráfico abarca desde el Tournaisiense (Carbonífero inferior) hasta el Djulfiense (Pérmico superior).

## Discusión
Clasificaciones más recientes incluyen Biseriammininae en la superfamilia Biseriamminoidea, del suborden Endothyrina, del orden Endothyrida, de la subclase Fusulinana y de la clase Fusulinata.

## Clasificación
Biseriammininae incluye a los siguientes géneros:
- Charliella †, también considerado en la familia Globivalvulinidae
- Biseriammina †
- Biseriella †
- Globispiroplectammina †
- Globivalvulina †, también considerado en la familia Globivalvulinidae
- Lipinella †
- Paraglobivalvulina †, también considerado en la familia Globivalvulinidae
- Paraglobivalvulinoides †, también considerado en la familia Globivalvulinidae
- Tenebrosella †, también considerado en la familia Globivalvulinidae

Otros géneros considerados en Biseriammininae son:
- Olympina, de posición taxonómica incierta
- Parabiseriella †
- Urtasella, considerado nombre superfluo de Lipinella